# Lidia Fernández
Lidia Fernández Jiménez (escrito también como Lydia Fernández) fue una sufragista y feminista costarricense, activa en la lucha por el derecho de las mujeres a votar entre 1920 y 1940. Fue la segunda presidenta de la Liga Feminista Costarricense (LFC) y la primera delegada costarricense en la Comisión Interamericana de Mujeres (CIM).

## Biografía
Cuando la feminista mexicana Elena Arizmendi Mejía, que vivía en Nueva York y publicaba la revista Feminismo Internacional, invitó a mujeres de todo el mundo a crear filiales de la Liga Internacional de Mujeres Ibéricas e Hispanoamericanas el 12 de octubre de 1923. Ángela Acuña Braun convocó a un grupo para fundar la Liga Feminista Costarricense (LFC), la primera organización feminista de Costa Rica. Las socias fundadoras fueron Acuña (presidente), Esther De Mézerville (vicepresidenta), Ana Rosa Chacón (secretaria) y Fernández, junto con otras 20 mujeres. Acuña se marchó a Europa en 1926 y Fernández la sucedió como presidenta de la LFC.
Cuando se efectuó la Conferencia Panamericana de 1928, que estableció la Comisión Interamericana de Mujeres (CIM), un grupo internacional de mujeres presionó a Costa Rica para que enviara a Fernández como delegada, pero el gobierno envió a Alejandro Aguilar Machado, quien aceptó la creación de la CIM. La primera reunión de la CIM se celebró en La Habana en 1930. Las delegadas a integrar la primera reunión serían: Flora de Oliveira Lima (Brasil), Aída Parada (Chile), Lidia Fernández (Costa Rica), Elena Mederos de González (Cuba), Gloria Moya de Jiménez (República Dominicana), Irene de Peyré (Guatemala), Margarita Robles de Mendoza (México), Juanita Molina de Fromen (Nicaragua), Clara González (Panamá), Teresa Obregoso de Prevost (Perú) y Doris Stevens (EE. UU.). Como la mayor parte de los gobiernos no proporcionaron fondos para su asistencia, solo participaron las representantes de Cuba, República Dominicana, Nicaragua, Panamá y los Estados Unidos.
La Liga Feminista Costarricense convocó una comisión para reunirse con los legisladores en 1934. La comisión estaba compuesta por mujeres con estudios en derecho, sociología, educación, bellas artes y profesionales de la salud que hicieron presentaciones para convencer a los legisladores de que la falta de derechos cívicos y políticos tenía graves consecuencias para las mujeres. Fernández formó parte del comité que preparó el informe sobre salud e higiene. A pesar de estar de acuerdo en que la falta de derechos afectaba a las mujeres, los legisladores no tomaron ninguna medida. Fernández renunció a la CIM en 1938, después de ser delegada por 8 años, y fue reemplazada por Acuña.